# 玩具兵團跳降傘

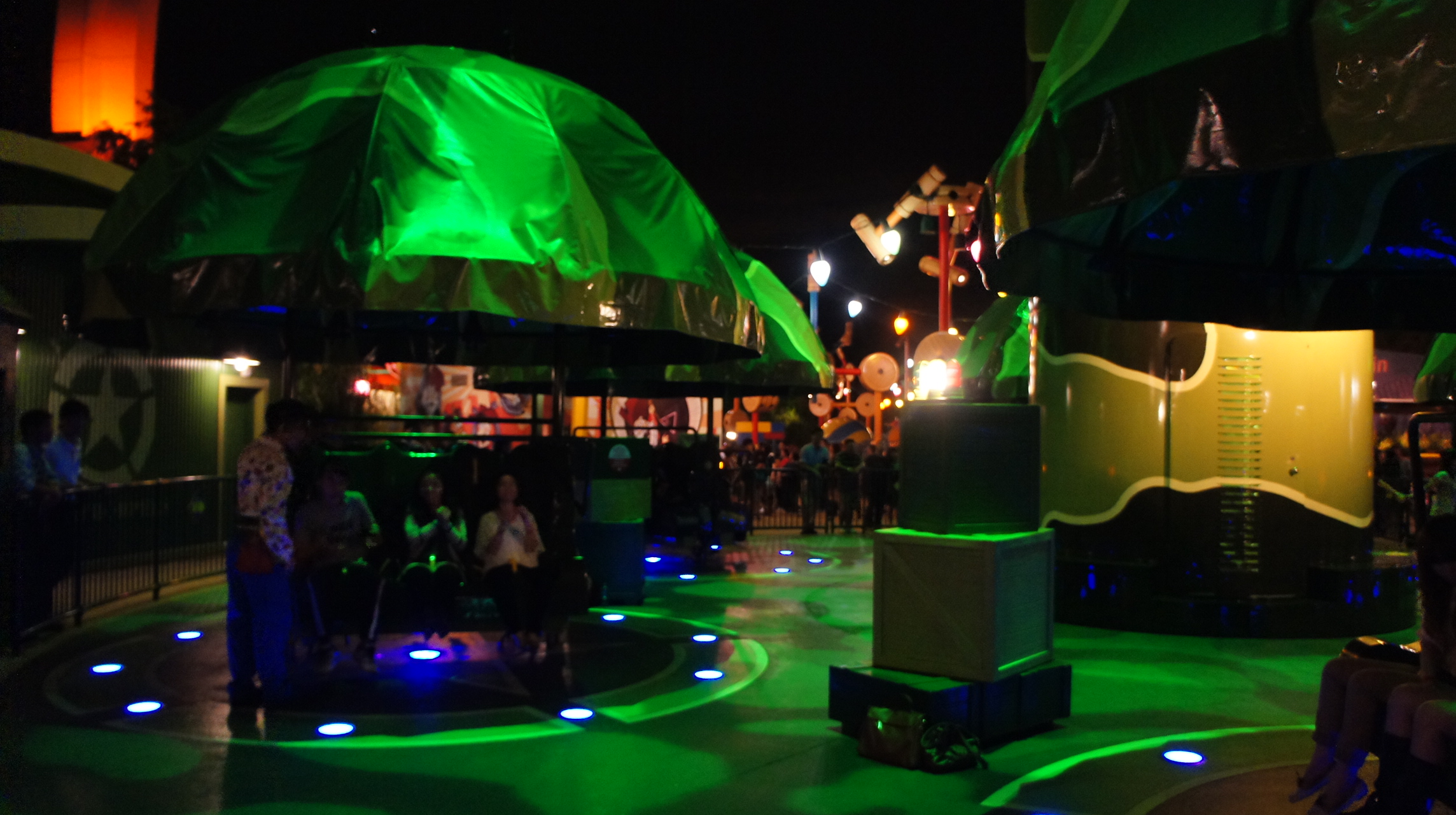
玩具兵團跳降傘

玩具兵團跳降傘（英文：Toy Soldier Parachute Drop）是香港迪士尼樂園、華特迪士尼影城一個反斗奇兵大本營內的遊樂設施，是模仿電影反斗奇兵內出現的玩具兵團的跳降傘情境，遊樂設施讓賓客感受快速升降的滋味。

## 事故
香港迪士尼樂園內機動遊戲「玩具兵團跳降傘」，十日內兩度發生停機事故，機電工程署表示十分關注，已要求園方徹底調查事件原因，以及針對有關感應裝置的可靠性作出改善。
機電署已接獲香港迪士尼呈報前日下午跳降傘遊戲機的停機報告，事件涉及其中一個感應器發出故障訊號，安全系統發揮作用，遊戲機停止運作，36名遊客被困半空。
另機電署表示由2013年一月至今，香港迪士尼共有兩宗須向機電署通報的事故報告，均涉及乘客於機動遊戲機範圍內不小心絆倒而引致輕傷並送院檢查，當中並沒有牽涉機件故障或操作問題。